# Головраде
Головра̀де, още Оловра̀де, Лувра̀де или Лувра̀ди (на гръцки: Σκιερό, Скиеро, катаревуса: Σκιερόν, Скиерон, до 1928 година Λουβράδες, Луврадес), е бивше село в Егейска Македония, Гърция, на територията на дем Хрупища, област Западна Македония.

## География
Руините на селото се намират на 15 километра югозападно от демовия център Хрупища (Аргос Орестико), в планината Одре (Одрия) на десния бряг на река Галешово.

## История

### В Османската империя
Според преданията Головраде е основано в XVI–XVII век от седем семейства, сред които Гетовци, Ивановци и други.
Селото заедно с останалите костенарийски села пострадва силно в немирното време при управлението на Али паша Янински във втората половина на XIX век.
В края на XIX век Головраде е малко българско село в Костурска каза на Османската империя. В 1881 година има 135 жители. Според статистиката на Васил Кънчов („Македония. Етнография и статистика“) в 1900 година Оловраде има 181 жители българи.
На Етнографската карта на Битолския вилает на Картографския институт в София от 1901 година Ловради (Головради) е чисто българско село в Костурската каза на Корчанския санджак с 30 къщи.
В началото на XX век цялото население на Головраде е под върховенството на Вселенската патриаршия. Гръцки статистики от 1905 година показват Луврадес като село с 300 жители гърци. Според Георги Константинов Бистрицки Лувраде преди Балканската война има 30 български къщи.
Цялото село взима участие в Илинденското въстание в 1903 година, по време на което е опожарено и жителите му го напускат.
На 6 август 1905 година голяма андартска чета нахлува в селото и извършва опожарявания и грабежи. Според Христо Силянов през септември 1905 година селото е нападнато от гръцки андартски чети, които обаче са отблъснати с жертви от селската милиция от Головраде и околните села. Нови нападения последват и в 1906 година.
Вследствие на андартските набези в 1907 – 1908 година голяма част от жителите на Головраде се изселват в съседния градец Хрупища.
Според Георгиос Панайотидис, учител в Цотилската гимназия в 1910 година в Лувраде (Λουβράδες) в миналото е имало 30 семейства, които обаче са се изселили поради нападенията на гръцките македонски чети и турската войски и селото е без жители.
При избухването на Балканската война в 1912 година един човек от Головраде е доброволец в Македоно-одринското опълчение.
На етническата карта на Костурското братство в София от 1940 година, към 1912 година Лувраде е обозначено като българско селище.

### В Гърция
През войната селото е окупирано от гръцки части и остава в Гърция след Междусъюзническата война. Боривое Милоевич пише в 1921 година („Южна Македония“), че Луврада има 7 къщи славяни християни. В 1928 година селото е прекръстено на Скиерон. Изселено е през 30-те години. В 1940 година не се води като отделно селище в преброяването, а няколкото останали семейства са броени към жителите на Езерец. В 1945 година е ограбено от гръцки разбойнически банди.
Според Васил Ивановски през Гражданската война в селото е разположен щаб на ДАГ и във войната селото е напълно унищожено от гръцката армия, като е запазена единствено селската църква „Животворящ източник“.
| Година    | 1913 | 1920 | 1928 | 1940 | 1951 | 1961 | 1971 | 1981 | 1991 | 2001 | 2011 | 2021 |
| --------- | ---- | ---- | ---- | ---- | ---- | ---- | ---- | ---- | ---- | ---- | ---- | ---- |
| Население | 176  | 33   | 22   |      |      |      |      |      |      |      |      |      |

## Личности
Родени в Головраде
- Атанас Щерьов, български революционер от ВМОРО, четник на Христо Цветков[17]
- Васил Ивановски (1906 – 1991), комунистически деец, македонист
- Димитър Николов (1886 – ?), македоно-одрински опълченец, 1 рота на 11 сярска дружина[18]